# Bantam (Noord-Holland)

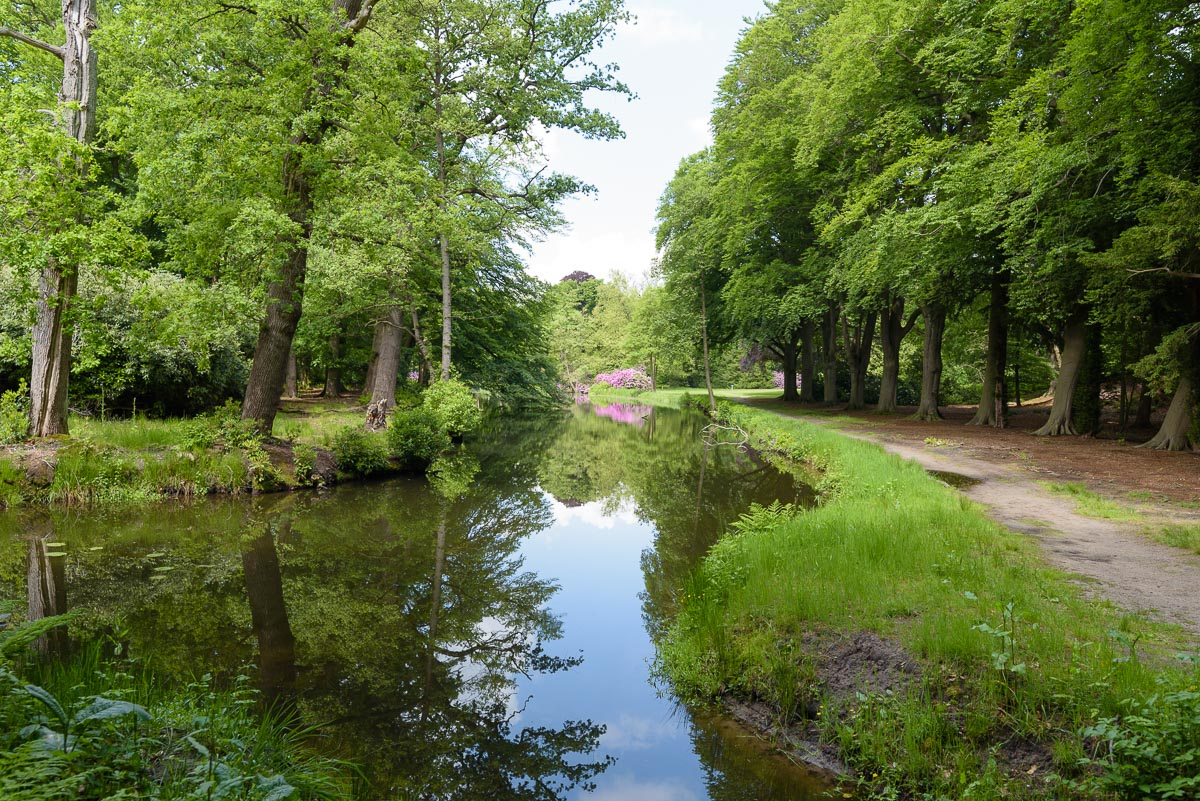
Landgoed Bantam, de vijver met middenachter de open plek waar het huis stond.

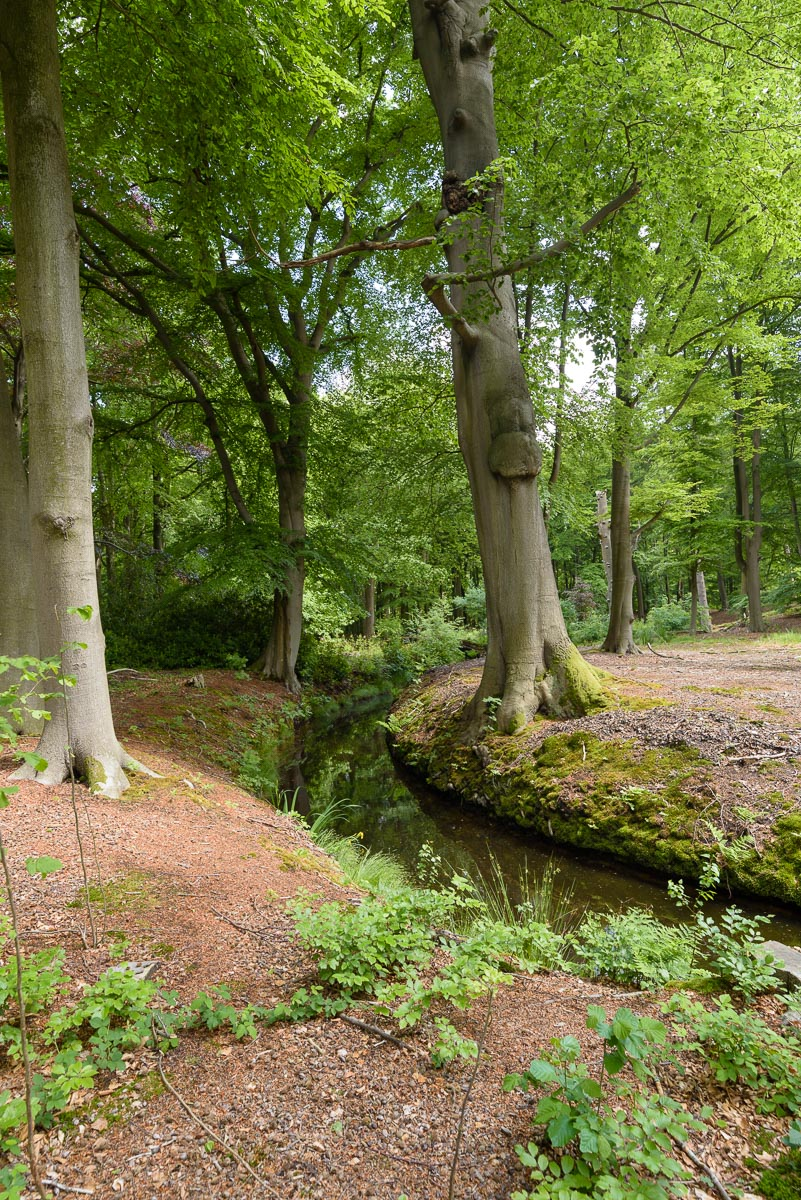
De herstelde slingerbeek.

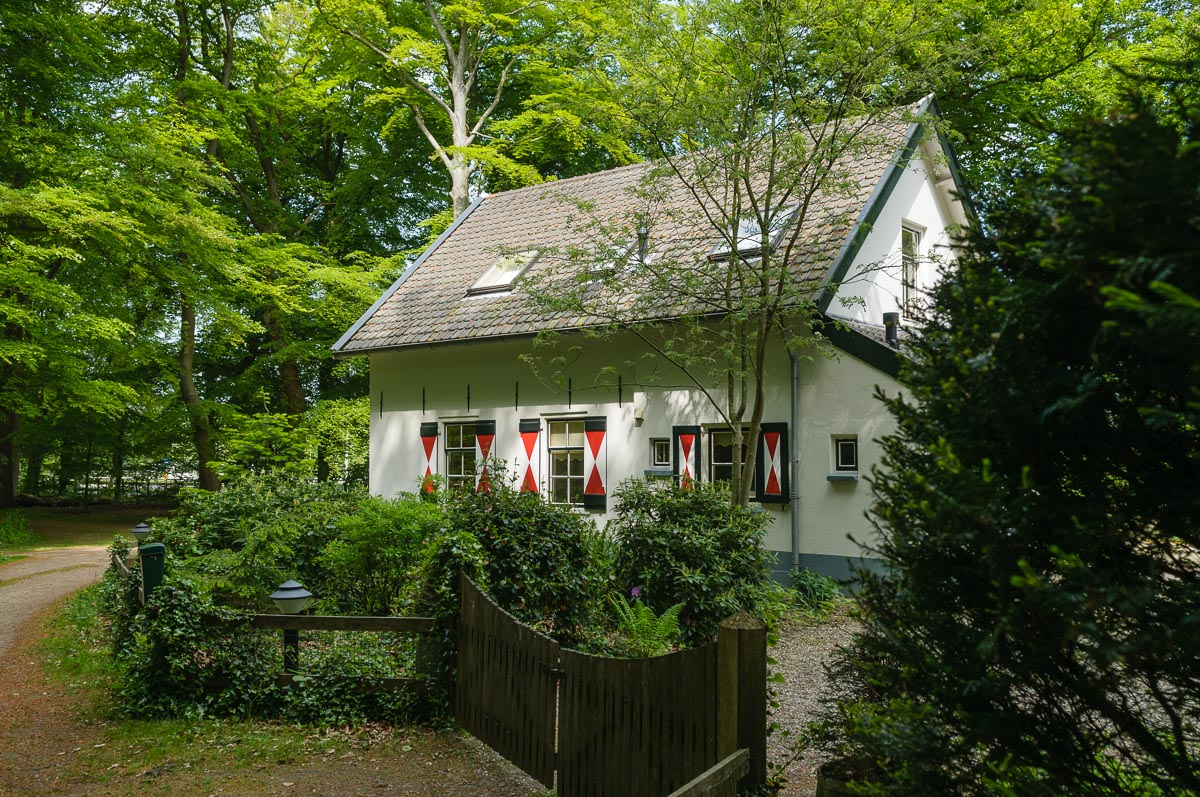
Boswachterswoning aan de Franse Kampweg.

Bantam is een landgoed aan de provinciale weg Weesp - Bussum (de Franse Kampweg). Het ligt op het grondgebied van Hilversum.
Bantam is in de 18e eeuw ontstaan maar heette toen nog niet zo. De toenmalige eigenaar van Schaep en Burgh kreeg destijds toestemming ook een deel van het Naarderveld te ontginnen. Het Naarderveld is de uitbreiding van de 's-Gravelandse buitenplaatsen naar het oosten. Stukken van dat Naarderveld gingen vaak in andere handen over door vererving of verkoop. Stukken die eerst bij Swaenenburgh en Schaep en Burgh hoorden werden toegevoegd. Daardoor ligt het huidige landgoed ook deels in de gemeente Hilversum en deels in gemeente Wijdemeren.
Maurits Jacob van Lennep en zijn echtgenote Caroline Wilhelmine van Loon erfden het in 1877 en lieten in 1878 het huis "Bantam" bouwen. Er werd een landschapstuin aangelegd, ook wel Klein Zwitserland genoemd. De heuvels en de vijvers van destijds zijn er nog steeds. Ook de rechte beuken- en eikenlanen, aangelegd door de bekende tuinarchitect Zocher zijn er nog. Ooit moet er op de hoogste heuvel een zogenaamde Turkse tent hebben gestaan, waarin men thee dronk en zicht had tot aan de Zuiderzee. Later is er op die heuvel een waterreservoir met ijzeren windmolen gebouwd om het huis van eigen water -onder druk- te kunnen voorzien. De betonnen fundering is nog te vinden op de heuvel.
In 1899 werd Bantam verkocht aan Charles Henry Labouchere en in 1924 kocht de gemeente Bussum het, waardoor de curieuze situatie ontstond dat een van de 's-Gravelandse buitenplaatsen eigendom was van Bussum, maar voor een groot deel lag in de gemeente Hilversum. In de Bussumse tijd moest entree betaald worden. Toegangskaartjes konden bij het boswachtershuis of op het gemeentehuis van Bussum gekocht worden.
De eigenaar van het landgoed (28 ha) is sinds 1984 de Vereniging Natuurmonumenten. Bantam is vrij toegankelijk op wegen en paden. Het hek dat Bantam lange tijd scheidde van het Spanderswoud is weggehaald.
Van het huis dat in 1878 werd gebouwd, rest niets dan een paar bordestreden. Het was in 1971 zo vervallen dat het afgebroken moest worden.
Het landgoed zelf is gerestaureerd tussen 2012 en 2014. De slingerbeek is weer hersteld, er is een natuureiland gerealiseerd en de bruggen zijn hersteld.
Op het landgoed zijn nog drie voormalige boswachters- en medewerkerswoningen aanwezig.